# Adam Curtis
Adam Curtis (* 26. května 1955) je britský televizní dokumentarista, který během své kariéry pracoval jako spisovatel, producent, režisér a moderátor. Vystudoval humanitní vědy na Oxfordu. Aktuálně pracuje pro BBC Current Affairs jako tvůrce sérií střihových dokumentů, kterými sám provází.

## Dokumentární filmy Adama Curtise
- 1984: Inquiry: The Great British Housing Disaster[1]
- 1988: An Ocean Apart
- 1992: Pandora's Box
- 1995: The Living Dead
- 1996: 25 Million Pounds
- 1997: The Way of All Flesh[2]
- 1999: The Mayfair Set[3]
- 2002: The Century of the Self
- 2004: The Power of Nightmares[4]
- 2007
  - The Trap – What Happened to our Dream of Freedom[5]
  - Charlie Brooker's Screenwipe
- 2009
  - Newswipe[6]
  - If Fest Like A Kiss[7]
- 2011: All Watched Over by Machines of Loving Grace[8]
- 2015: Bitter Lake
- 2016: HyperNormalisation

Jeho dokumenty jsou snadno rozpoznatelné. Jejich autor se vždy ujímá role vypravěče a průvodce a svým charakteristicky příjemným hlasem s britským přízvukem namlouvá celý obsah. Curtis taktéž ve velké míře (často až beze zbytku) využívá archivní záběry a dost času věnuje jejich vhodnému a někdy i trefnému a vtipnému výběru pro insertování pod právě vypovídané slovo. Z hlediska obsahového a skladebného nezřídka koncipuje svoje dokumenty jako jakési sdělení o významných myšlenkách a ideologiích, jejich hlavních představitelů a nositelů a jejich osudu, v průběhu času (často i desítky let). Nevyhýbá se ironii, někdy až jízlivosti, všímá si protikladů i zdánlivě nesouvisejících společných prvků, které je schopen do svých dokumentů dodat v zajímavých souvislostech. Jeho práce tak většinou bývá hodnocena velmi kladně a obecně je považován za dokumentaristu, který umí svou prací zaujmout.
| „             | Měli bychom říkat lidem: ‚Vezmu tě teď na cestu mimo tvůj vlastní svět a ukážu ti něco, o čem jsi nepřemýšlel, něco, co je buď úžasné nebo neuvěřitelné, nebo něco, co tě inspiruje.‘ | “ |
| — Adam Curtis | |   |